# Anny Wienbruch
Anny Wienbruch (9 juillet 1899 au Sablon - 14 juillet 1976 à Kierspe) est une femme de lettres allemande. Elle a écrit près de quatre-vingts ouvrages, des livres pour enfants, mais aussi des romans, des récits, des contes, des poèmes et des chansons.

## Biographie
Anny Wienbruch naît le 9 juillet 1899 dans une famille de militaires de carrière, au Sablon, aujourd'hui quartier de Metz, une ville de garnison animée d'Alsace-Lorraine. Avec sa ceinture fortifiée, Metz est alors la première place forte du Reich allemand. Sa famille s’installe ensuite à Wissembourg en Alsace. Anny Wienbruch suit les cours de l’École normale supérieure à Strasbourg pour devenir professeur.
Comme beaucoup d’Allemands d'Alsace-Lorraine, Anny Wienbruch est expulsée en février 1919. Elle s’installe alors près de Kierspe dans le Sauerland, d’où son père était originaire. Là, en tant que professeur, Anny Wienbruch enseigne pendant 44 ans. Anny Wienbruch s'est éteinte le 14 juillet 1976 à Kierspe en Rhénanie-du-Nord-Westphalie.

## Œuvre
Anny Wienbruch a écrit près de quatre-vingts ouvrages, la plupart des livres pour enfants. Elle a écrit aussi des romans, des récits, des contes, des poèmes et des chansons.
- Der goldene Griffel. Das neue Schwesterchen. Erzählung. Verlag des Erziehungsvereins, Barmen, Elberfeld 1922.
- Eva. Roman. Verlag des Erziehungsvereins, Barmen, Elberfeld 1923.
- Das braune Herz und andere Geschichten und Märchen. Verlag des Erziehungsvereins, Barmen, Elberfeld 1924.
- Wegegedanken. Gedichte. Verlag des Erziehungsvereins, Barmen, Elberfeld 1924
- Kinder-Reime. Allerlei Lieder. Verlag des Erziehungsvereins, Barmen, Elberfeld 1925.
- Marlenes gutes Jahr. Erzählung. Müller, Wuppertal, Barmen 1928.
- Wetterleuchten im Wasgau. Ein Zeitbild aus der Freiheitsbewegung im Elsaß. Ernte-Verlag, Potsdam 1930.
- Ossi sucht ihr Vaterland. Erzählung. Gundert, Stuttgart 1940.
- Margret kämpft um die Heimat. Erzählung. Gundert, Stuttgart 1940.
- Strubbel und sein Soldat. Eine Kindergeschichte. Gundert, Stuttgart 1940.
- Die Sturmhofkinder. Heilmann, Gladbeck 1949.
- Jochens Fahrt ins Glück. Heilmann, Gladbeck 1950.
- Andrea. Ein Mädel wählt seinen Weg. Brockhaus, Wuppertal 1953.
- Petra, ein famoses Mädel. Brockhaus, Wuppertal 1954.
- Frauke, ein Schulmädel. Brockhaus, Wuppertal 1956. 61S.
- Nicht vergeblich. Schweickhardt, Lahr-Dinglingen 1961.
- Sie folgten dem Stern. Sechs Weihnachtserzählungen. Schweickhardt, Lahr-Dinglingen 1962.
- Meine Freundin Mirjam. Jüdische Schicksale. Quell-Verlag (Bibl. Germania Judaica Köln), Stuttgart 1962.
- …ein neues Lied. Erzählungen. Verlag Goldene Worte, Stuttgart-Sillenbuch 1963.
- Lebenserinnerungen. 2 Bde. Schweickhardt, Lahr-Dinglingen.
  - T. 1: Ihr glücklichen Augen. Meine Lebenserinnerungen. 1967
  - T. 2: Es war doch so schön. 1968
- Der Leibarzt des Zaren. Schweickhardt, Lahr-Dinglingen 1970.
- Die Libelle. Schweickhardt, Lahr-Dinglingen 1971.
- Antje, ein Schulmädel. Kinderbuch. Schweickhardt, Lahr-Dinglingen 1972.
- Im Schatten des Zaren. Schweickhardt, Lahr-Dinglingen 1972.
- Das Geheimnis um Zar Alexander I. Schweickhardt, Lahr-Dinglingen 1973.
- Ein Leben für Gustav Adolf. Die Geschichte des Pfalzgrafen von Zweibrücken und der Schwester Gustav Adolfs. Schweickhardt, Lahr-Dinglingen 1974.
- Zwei aus Klasse IV. Kinderbuch. Brockhaus, Wuppertal 1974.
- Briefe aus Canada. Schweickardt, Lahr-Dinglingen 1975.
- Das Lied der Schaukel. Hänssler, Neuhausen 1975.
- Die Apostel. Schweickardt, Lahr-Dinglingen 1975.
- Ein König wird frei. Schweickhardt, Lahr-Dinglingen 1975.
- Berni findet einen Freund. Kinderbuch. Brockhaus, Wuppertal 1976.
- Die ungekrönte Königin. Sophie Dorothea, die Gefangene von Alden. Schweickhardt, Lahr-Dinglingen 1976.
- Andi erlebt soviel Freude. Kinderbuch. Schweickhardt, Lahr-Dinglingen 1977.
- Die Tat einer Mutter. Drei Erzählungen. Schweickhardt, Lahr-Dinglingen 1977.
- Adelheid, Königin und Kaiserin. Schweickhardt, Lahr-Dinglingen 1978.